# Grützner-Villa

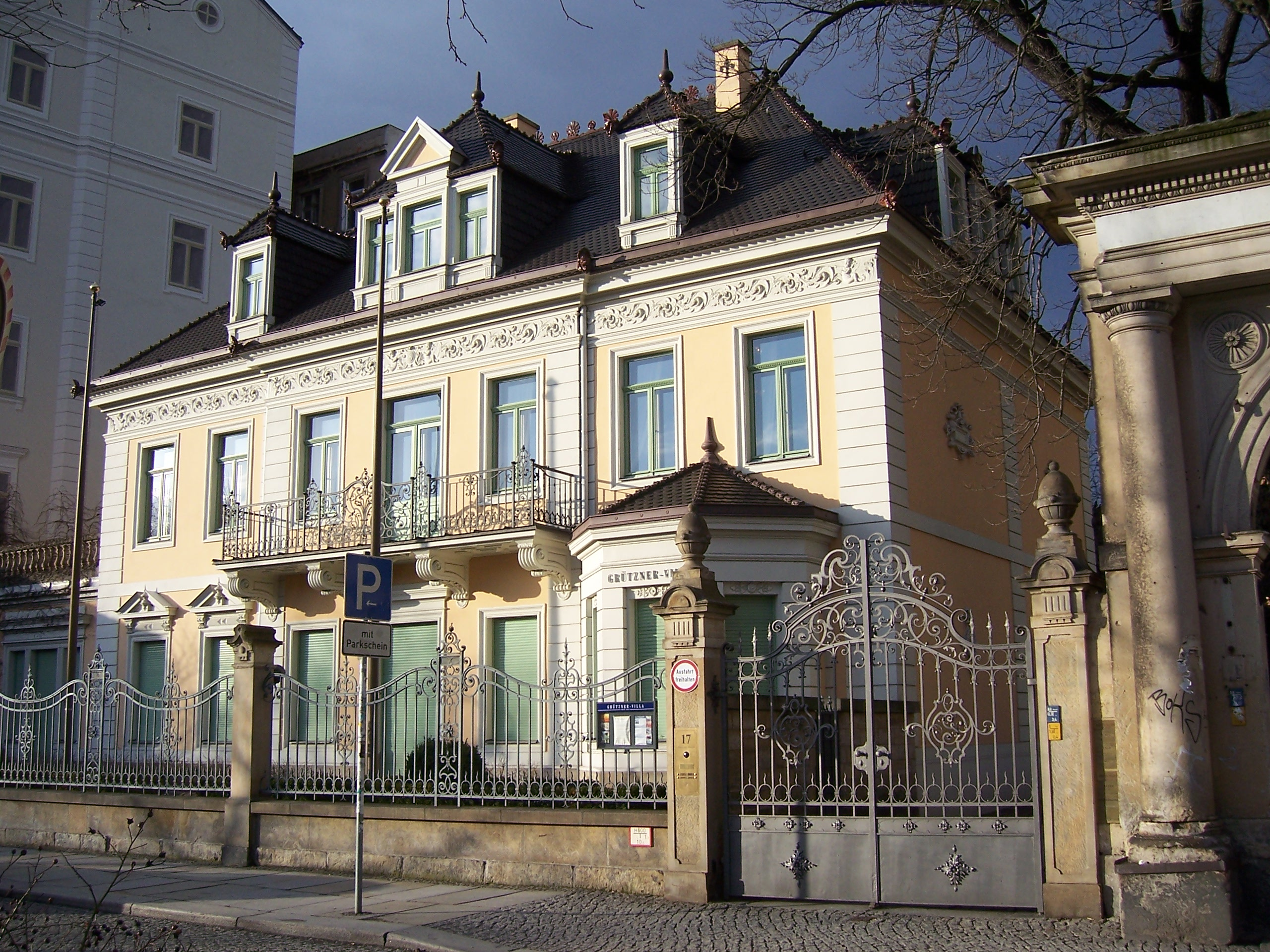
Die Grützner-Villa 2009

Die Grützner-Villa ist ein Gebäude auf der Bautzner Straße 17 in der Äußeren Neustadt in Dresden. Die Villa steht seit 1971 unter Denkmalschutz.

## Geschichte
Die Grützner-Villa wurde um 1835 auf der damaligen Bautzner Straße 10 erbaut. Der erste Bewohner des Hauses war 1835 der Weinschankwirt Heinrich August Schönert. Es ist nicht bekannt, ob er auch den Bau des Wohnhauses veranlasste. Später wurden einzelne Räume des Gebäudes unter anderem an das Militär vermietet.
Im Jahr 1887 erwarb der bereits schwerkranke Industrielle Karl August Emil Grützner (1841–1888) das Haus für sich und seine Familie. Er ließ die Villa erweitern und im Inneren neu nach dem modernen Zeitgeschmack und an seine Krankheit angepasst umbauen. Es erhielt so den Charakter einer Stadtvilla. Grützner starb 1888, seine Frau 1908. Das Haus wurde anschließend von einer Heilpraktikerin bis 1939 als Praxis genutzt und vermietet. Zeitlang lebte eine Verwandte Carl Maria von Webers in der Villa; von 1927 bis 1931 diente ein Zimmer als nicaraguanisches Konsulat, während später eine Ortsgruppe des Reichsluftschutzbundes Räume der Villa nutzte.
In den 1950er-Jahren war das Haus bei Künstlern beliebt. Die Sängerin Ruth Glowa (1918–1971) bewohnte Räume im Nebengebäude, und Theo Adam gab als noch unbekannter Sänger mit Musikern im Gebäude Hauskonzerte. Die Villa wurde später unter anderem von Zahnärzten und verschiedenen Firmen gewerblich genutzt, wobei unter anderem die Ledertapeten entfernt und die Fußböden erneuert wurden. Im Jahr 1971 wurde das Gebäude unter Denkmalschutz gestellt und in den folgenden Jahren unter anderem durch Wandverkleidungen und das Abhängen der Decken modernisiert, wobei historische Teile der Ausstattung verloren gingen. In den 1980er-Jahren begann der Verfall des Hauses, als Schäden am Dach zunehmend zu Wasserschäden im und am Gebäude führten. Letzte private Mieter zogen 1992 aus der Villa aus.
Im Jahr 1990 erwarb eine Projektentwicklungsgesellschaft das Gebäude und ließ die Villa von 1991 bis 1993 denkmalgerecht restaurieren. Im Jahr 1993 zog eine Filiale des Bankhaus Löbbecke in die Grützner-Villa ein. Heute kann die Villa für Firmen- und Privatveranstaltungen gemietet werden.

## Baubeschreibung
Die Grützner-Villa entstand um 1835 als schlichtes, klassizistisches Wohnhaus. Sie bestand aus einem Wohnbereich, der sich über zwei Etagen erstreckte und einem separaten Seitengebäude, das als Stall und Waschhaus genutzt und ab 1882 auch vermietet wurde. Nachdem Emil Grützner das Haus 1887 erworben hatte, erfolgte der äußere und innere Umbau des Gebäudes in historisierender Manier. Die Villa wurde mit dem nahezu im rechten Winkel dazu stehenden Seitengebäude verbunden, das nun als Seitenflügel fungierte und zusätzlich verlängert wurde. Der neu geschaffene Übergangsbereich wurde zu einem Speisezimmer. Ein großzügiges Treppenhaus verband die einzelnen Etagen untereinander.
Im Inneren erfolgte eine aufwändige Ausgestaltung der Räume im Stil der Neorenaissance mit kräftigen Farben, Malereien und Stuckverzierungen. Neben einem weitläufigen Hintergarten besitzt die Villa auch einen schmaleren Vorgarten, der im Zuge der Umgestaltung des Hauses als Ziergarten um einen neu angelegten Brunnen entstand.
Das Gebäude blieb bei der Bombardierung Dresdens 1945 unbeschädigt und bis in die 1950er-Jahre weitgehend in seinem ursprünglichen baulichen Zustand. Durch die gewerbliche Nutzungen der Villa wurde die innere Raumaufteilung mehrfach verändert, so zum Beispiel durch neue Zwischenwände oder die zwecks besseren Heizens der hohen Räume eingezogenen Unterhangdecken. Während der Restaurierung des Gebäudes in den 1990er-Jahren wurden die zusätzlichen Zwischenwände und Deckeneinzüge entfernt, um dem Grundriss der Villa um 1887 nah zu kommen.